# گراو هیل (آلاباما)
گراو هیل (به انگلیسی: Grove Hill) شهری در شهرستان کلارک ایالت آلاباما است که مساحت آن ۱۲٫۸۷ کیلومتر مربع است و در سرشماری سال ۲۰۱۰ میلادی، ۱٬۵۷۰ نفر جمعیت داشته و تراکم جمعیتی آن، ۱۲۱٫۹۹ نفر در هر کیلومتر مربع بوده است.